# Fallax dalliniformis
Fallax dalliniformis é uma espécie de braquiópode pertencente à família Aulacothyropsidae.
A autoridade científica da espécie é Atkins, tendo sido descrita no ano de 1960.
Trata-se de uma espécie presente no território português, incluindo a sua zona económica exclusiva.